# Watson Lake
Watson Lake ist eine Gemeinde im Südosten des kanadischen Territoriums Yukon am Alaska Highway (auch Yukon Highway 1) und das „Tor zum Yukon River“. Es ist eine von nur acht offiziellen Gemeinden im Territorium und hat den gemeinderechtlichen Status einer Kleinstadt (englisch Town). Südlich der Gemeinde fließt der Liard River.
Der Ort ist vor allem durch den Schilderwald Sign Post Forest bekannt, der 1942 von einem heimwehkranken Soldaten begonnen wurde. Heute umfasst er etwa 80.000 Straßen-, Orts- und andere Schilder von Touristen aus der ganzen Welt. 4 Kilometer nordwestlich von Watson Lake befindet sich der gleichnamige See.

## Demographie

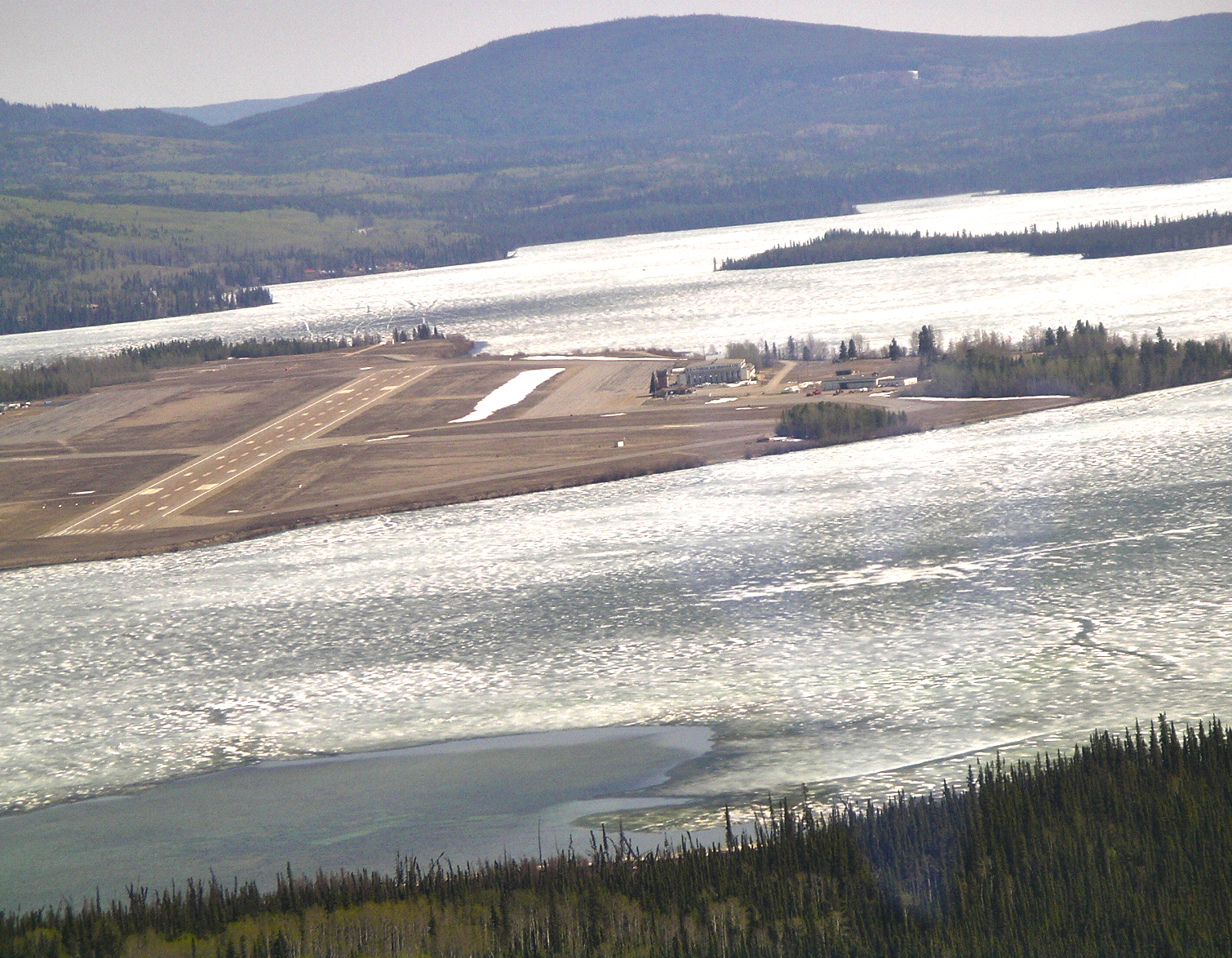
Der Flughafen Watson Lake aus der Vogelperspektive.

Die letzte offizielle Volkszählung, der Census 2016, ergab für die Gemeinde eine Bevölkerungszahl von 790 Einwohnern, nachdem der Zensus 2011 für die Gemeinde noch eine Bevölkerungszahl von 802 Einwohnern ergab. Die Bevölkerung nahm damit im Vergleich zum letzten Zensus im Jahr 2011 um 1,5 % ab und entwickelte sich entgegen dem Durchschnitt des Territoriums, dort mit einer Bevölkerungszunahme von 5,8 %. Bereits im Zensuszeitraum 2006 bis 2011 hatte die Einwohnerzahl in der Gemeinde um 5,2 % abgenommen, während sie im Durchschnitt des Territoriums um 11,6 % zunahm.
Zum Zensus 2016 lag das Durchschnittsalter der Einwohner bei 41,4 Jahren und damit über dem Durchschnitt des Territoriums von 39,1 Jahren. Das Medianalter der Einwohner wurde mit 45,0 Jahren ermittelt. Das Medianalter aller Einwohner des Territoriums lag 2016 bei 39,5 Jahren. Zum Zensus 2011 wurde für die Einwohner der Gemeinde noch ein Medianalter von 42,4 Jahren ermittelt, bzw. für die Einwohner des Territoriums bei 39,1 Jahren.

## Klima
Das Klima in Watson Lake ist kaltgemäßigt (Dfc gemäß der Klimaklassifikation nach Köppen und Geiger). Die durchschnittliche Temperatur im Juli beträgt 15,3 °C und im Januar −22,5 °C sowie im Jahresschnitt bei −2,4 °C.
Die tiefste jemals gemessene Temperatur lag am 31. Januar 1947 bei −58,9 °C.

## Verkehr
Watson Lake liegt an der Kreuzung des Alaska Highway und des Robert Campbell Highway (auch Yukon Highway 4). Die Stadt kann ebenso über den Flughafen von Watson Lake erreicht werden. Der örtliche Flugplatz (IATA-Flughafencode: YQH, ICAO-Code: CYQH, Transport Canada Identifier: -) liegt etwa 10 Kilometer nordwestlich der Gemeinde. Der Flugplatz verfügt dabei offiziell über eine Start- und Landebahn von 1.677 Metern Länge.